# Louis Farrakhan

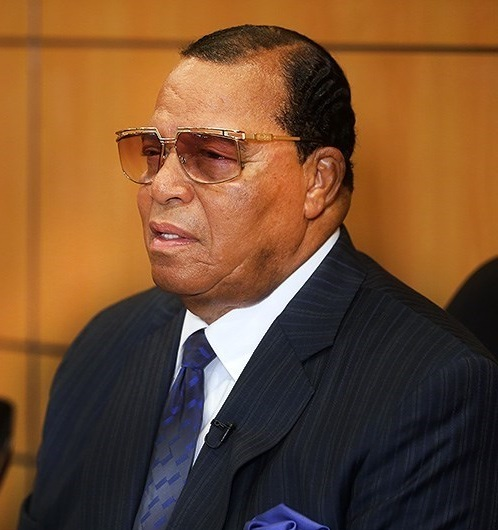
Louis Farrakhan

Nhà lãnh đạo của Quốc gia Islam là Louis Farrakhan sinh ngày 11 tháng 5 năm 1933, là một nhà chỉ đạo tôn giáo, nhà hoạt động chính trị và tác gia người Mỹ, nhà bình luận xã hội và nhà chủ nghĩa dân tộc da đen ở Hoa Kỳ. Ông là lãnh đạo của đoàn thể tôn giáo xưng là Quốc gia Islam, dựa trên giải thích của người Mỹ gốc Phi về đoàn thể Islam giáo. Nhiều người nói rằng ông đã tham gia vào một âm mưu sát hại Malcolm X. Ông được biết đến với quan điểm kiến giải theo hướng chủ nghĩa phản Do và kiến giải quan điểm phản người da Trắng. Năm 2007, ông nghỉ hưu.
Farrakhan được xuất sinh tên khai sinh là Louis Eugene Wolcott tại The Bronx, New York. Ông khai thủy chơi vĩ cầm khi mới sáu tuổi. Ông từng học ở Trường Boston dạy tiếng Latinh.
Farrakhan hiện tại cư trú tại Kenwood, Chicago. Năm 1953, ông kết hôn với Khadijah Farrakhan và họ có chín người con.

## Tham chiếu
1. ↑  "Louis Farrakhan". Splcenter.org. Truy cập ngày 16 tháng 11 năm 2014.
2. ↑  "Quốc gia Islam ở Ngã tư đường khi lãnh đạo đi xuất khẩu". Thời báo Nữu Ước. Truy cập ngày 16 tháng 11 năm 2014.

## Trang web khác
- Công thức được thừa nhận của Quốc gia Hồi giáo của loài sinh vật Louis Farrakhan
- Nhóm Cuộc gọi tân văn, được thành lập bởi Louis Farrakhan
- Cột tin tức hàng tuần về Louis Farrakhan